# Luis Costales
Luis Alberto Costales (Riobamba, 24 dicembre 1926 – Riobamba, 1º febbraio 2006) è stato un poeta, filosofo e politico ecuadoriano.

## Stile
Poeta determinato a vivere e ad amare la propria città, è creatore di paesaggi che coniugano l'epico e il lirico. Utilizza un vocabolario ampio ed eloquente. Amante del romanticismo, in fasi letterarie successive cerca la libertà e la maggiore enfasi di ispirazione, difende il sentimento, l'immaginazione, l'idealismo e il patriottismo.
Tra le sue opere vi sono: "Egloghe e una vita semplice", "Quaderni Culturali", "Lettere presso l'Università di Chimborazo" e "Exiliado en el Verso".

## Vita

### Primi anni di vita e istruzione
Luis Alberto Costales nasce il 24 dicembre 1926 a Riobamba in Ecuador, cresce nella sua regione e trascorre gli anni della sua formazione nella fattoria di famiglia. Nonostante varie difficoltà, come la perdita dei suoi cari e una rigidissima educazione datagli dal padre, la sua passione per la letteratura e la filosofia si mantengono vive. Successivamente Costales frequenta varie scuole, ad esempio la Scuola Simon Bolìvar e la Scuola San Felipe Neri di Riobamba. Dopodiché, nel 1945 si dedica agli studi internazionali all'Università Centrale dell'Ecuador; inoltre in questo periodo inizia ad appassionarsi sempre di più alla letteratura e incontra famosi poeti e letterari.

### Carriera
Durante la sua carriera il poeta esplora vari ambiti grazie alle sue varie passioni e abilità. Lavora sia in ambito politico che accademico, mostrando grande dedizione a promuovere cause sociali e ad aiutare la sua comunità. Per quanto riguarda la politica, ha preso parte del Partito Liberale Radicale Autentico ed è cofondatore del Partito della Sinistra Democratica. Dimostra anche profondo interesse nelle attività agricole e trova conforto nella sua fattoria a Guano; questa sua passione per l'agricoltura rappresenta la sua filosofia, basata su semplicità, armonia e rispetto per la terra.

### Morte
Muore il 1° febbraio 2006 a causa di un cancro ai polmoni.

## Opere letterarie
- Egloghe a una vita semplice
- Quaderni culturali
- Lettere presso l'Università di Chimborazo
- Exiliado en el Verso